# الميزانية الفيدرالية للولايات المتحدة
تتضمن الميزانية الفيدرالية للولايات المتحدة إنفاق الحكومة الفيدرالية الأمريكية وعوائدها. وتنفق الحكومة ميزانيتها في المقام الأول على برامج الرعاية الصحية والتقاعد والدفاع. ويقدّم مكتب الميزانية في الكونغرس تحليلاً شاملاً للميزانية. وقد أفادت التقارير أن الولايات المتحدة تواجه سلسلة من التحديات المالية طويلة الأجل، حيث يزداد متوسط عمر سكان البلاد مع ما يترتب عليه من زيادة تكاليف الرعاية الصحية، وهذا بدوره يؤدي إلى زيادة الديون (وهو مقياس جزئي للديون الوطنية)، ويُقدَّر أن الدين سيتجاوز الناتج المحلي الإجمالي بحلول عام 2030. تمتلك الولايات المتحدة أكبر دين خارجي في العالم.

## لمحة عامة
غالباً ما تبدأ وثيقة الميزانية باقتراحٍ يقدّمه رئيس الولايات المتحدة إلى الكونغرس يوصي فيه بمستويات التمويل للسنة المالية القادمة، وتقدم هذه التوصية إلى الكونغرس والتي تبدأ من يوم الأول من شهر أكتوبر وتنتهي يوم الثلاثين من سبتمبر من السنة التالية ويشير مصطلح السنة المالية إلى السنة التي تنتهي فيها تلك السنة. ولكن يظل الكونغرس الهيئة المفوضة قانوناً لإقرار اعتمادات الميزانية سنوياً وتقديم مشاريع قوانين التمويل التي يقرها كلا المجلسين ومن ثم عرضها على الرئيس للتوقيع عليها. تخضع قرارات الكونغرس للقواعد والتشريعات المتعلقة بعملية إنشاء وصياغة الميزانية الفيدرالية. وتحدد لجان الميزانية حدود الإنفاق للجان مجلس النواب ومجلس الشيوخ واللجان الفرعية، التي توافق بعد ذلك على فواتير الاعتمادات الفردية لتخصيص التمويل لمختلف البرامج الفيدرالية.
بعدما يوافق الكونغرس على مشروع الميزانية، يتم إرساله إلى الرئيس، الذي قد يوقع عليه أو يستخدم حق النقض (الفيتو). ويتم إعادة إرسال مشروع الميزانية المرفوض من قبل الرئيس إلى الكونغرس، الذي يمكنه تمرير المشروع بأغلبية الثلثين في كل من مجلسيه. ويجوز للرئيس أن يطلب من الكونغرس اعتمادات إضافية أو فواتير اعتمادات تكميلية للطوارئ.
تقدم العديد من الوكالات الحكومية بيانات الميزانية وتحيلها. وتشمل هذه المكاتب مكتب محاسبة الحكومة الاميركي (GAO)، ومكتب ميزانية الكونغرس (CBO)، ومكتب الإدارة والميزانية (OMB)، وإدارة الخزانة. وقد ذكرت هذه الوكالات أن الحكومة الفيدرالية تواجه العديد من تحديات التمويل طويلة المدى، مدفوعة في المقام الأول بارتفاع متوسط عمر السكان، وزيادة مدفوعات الفائدة، والإنفاق على برامج الرعاية الصحية مثل Medicare و Medicaid. ويبلغ  الدين القومي الأميركي الحالي ما يعادل 20 تريليون دولار.
خلال السنة المالية 2011، جمعت الحكومة الفيدرالية ما يقرب من 3.33 تريليون دولار من عائدات الضرائب، وذلك بزيادة 14 مليار دولار أو أقل من 1٪ مقارنة بالسنة المالية 2017. وشملت ضرائب الدخل الفردي (684 مليار دولار أو 51٪ من إجمالي عائدات الضرائب)، وضرائب الضمان الاجتماعي / التأمين الاجتماعي (1171 مليار دولار أو 35٪)، وضرائب الشركات (205 مليار دولار أو 6٪). انخفضت عائدات الضرائب على الشركات بمقدار 92 مليار دولار أو بنسبة 32٪ بسبب قانون تخفيض الضرائب والوظائف الذي وقعه الرئيس دونالد ترامب عام 2017. وبلغت إيرادات عام 2018 ما يعادل 16.4٪ من إجمالي الناتج المحلي (GDP)، مقابل 17.2٪ في السنة المالية 2017.
ارتفع عجز الميزانية الأمريكية من 666 مليار دولار في العام المالي 2007 إلى 779 مليار دولار في العام المالي 2011، أي بزيادة قدرها 113 مليار دولار أو 17.0٪.  كان عجز عام 2018 يقدر بـ 3.9٪ من الناتج المحلي الإجمالي، بزيادة عن العجز في الناتج المحلي عام 2017 الذي بلغ 3.5%. ويبلغ متوسط العجز المالي عبر التاريخ 2.9٪ من الناتج المحلي الإجمالي. في يناير 2017، قبيل تنصيب الرئيس ترامب، توقع البنك المركزي الأمريكي أن العجز في ميزانية عام 2018 سيكون 487 مليار دولار إذا بقيت القوانين المعمول بها في ذلك الوقت. وتمثل النتيجة الفعلية البالغة 779 مليار دولار زيادة قدرها 292 مليار دولار أو 60٪ زيادة عن تلك التوقعات، مدفوعة في المقام الأول بالتخفيضات الضريبية والإنفاق الإضافي.

## مبادئ الميزانية
ينص دستور الولايات المتحدة (المادة الأولى، الباب 9، الفقرة 7) على «لا تصرف أي أموال من خزينة الدولة إلا تبعًا لاعتمادات يحددها القانون، ويجب بيان إيرادات ونفقات جميع الأموال العامة ونشرها من وقت لآخر».
في كل عام، يقدم رئيس الولايات المتحدة طلبًا بالميزانية إلى الكونغرس للسنة المالية التالية وفقًا لما ينص عليه قانون الميزانية والمحاسبة لعام 1921. يجب على الرئيس تقديم الميزانية اعتبارًا من يوم الإثنين الأول من شهر يناير، وفي موعد لا يتجاوز يوم الاثنين الأول من شهر فبراير.
لا يمكن للوكالات الفيدرالية إنفاق الأموال إلا إذا تم تفويض الأموال وتم تخصيصها. عادة، تكون لدى لجان الكونغرس المنفصلة سلطة قضائية للتفويض وصرف الاعتمادات. ولجان الميزانية في مجلس النواب ومجلس الشيوخ الأمريكي حالياً هي 12 لجنة فرعية، وهي مسؤولة عن صياغة مشاريع الاعتمادات العادية الـ 12 التي تحدد مبالغ الإنفاق التقديرية لمختلف البرامج الفيدرالية. يجب أن تمرر مشاريع قوانين الاعتمادات على كل من مجلس النواب ومجلس الشيوخ ثم يتم توقيعها من قبل الرئيس من أجل منح الوكالات الفيدرالية سلطة قانونية لإنفاقها.
قد يجتاز الكونغرس مخصصات الميزانية ويقر مخصصات «خاصة» أو «طارئة». حيث يُعفى الإنفاق الذي يعتبر «بسبب حالة طارئة» من بعض قواعد إنفاذ الميزانية الفيدرالية.
عادة ما تختلف الميزانية والاعتمادات، التي تعكس أولويات الإنفاق التي يحددها الكونغرس، عن مستويات التمويل في ميزانية الرئيس. ومع ذلك، يحتفظ الرئيس بنفوذ كبير على إقرار الموازنة بفضل حق النقض (الفيتو) وبفضل وجود حلفاء له في الكونغرس عندما يكون حزب الرئيس يتمتع بأغلبية في الكونغرس.